# Sean Penn
Pour les articles homonymes, voir Penn.
Sean Penn [ ʃɔːn pɛn] est un acteur, réalisateur, scénariste et producteur américain, né le 17 août 1960 à Santa Monica (Californie).
Il choisit des scénarios souvent engagés qui le mènent à jouer des personnages divers[réf. nécessaire] : un père atteint d'une déficience intellectuelle dans Sam, je suis Sam, un agent des services de renseignement dans L'Interprète, un homme en attente d'une greffe cardiaque dans 21 Grammes, un guitariste comique dans Accords et Désaccords, un père en détresse dans Mystic River et un homme politique gay dans Harvey Milk. Ces deux derniers films lui ont chacun permis d'obtenir l'Oscar du meilleur acteur.
Sean Penn est également passé à la réalisation avec The Indian Runner, Crossing Guard, The Pledge, Into the Wild, The Last Face et Flag Day. En dehors du cinéma, il est connu pour sa personnalité marquée et ses prises de position politiques, en particulier son opposition au conflit en Irak en 2003 et son amitié avec le président vénézuélien Hugo Chávez, dont il a assisté aux funérailles en 2013.
Il a tourné avec, entre autres Mel Gibson, Terrence Malick, Brian De Palma, Clint Eastwood, Gus Van Sant, Sydney Pollack, Woody Allen, Oliver Stone, David Fincher, Barry Levinson, Kathryn Bigelow ainsi que Paolo Sorrentino, Alejandro González Iñárritu, Louis Malle, Thomas Vinterberg, Paul Thomas Anderson ou encore Jean-Stéphane Sauvaire.

## Biographie

### Enfance et formation
Sean Penn est le fils de l'acteur et metteur en scène Leo Penn et de l'actrice Eileen Ryan. Son frère aîné Michael est auteur-compositeur-interprète tandis que son frère cadet Chris, mort en 2006, était également acteur. Sean, Chris et leur mère Eileen étaient tous trois à l'affiche du film Comme un chien enragé en 1986.
Ses grands-parents paternels étaient des immigrés juifs de Russie, alors que sa mère est catholique d'ascendance italienne et irlandaise. Penn a été élevé dans la laïcité et est agnostique.
Sean Penn fait d'abord un court passage au Repertory Theater de Los Angeles avant de s'orienter vers la télévision. Il fait ses premiers pas au cinéma dans Taps d'Harold Becker, avec Tom Cruise. Il joue ensuite dans plusieurs films et partage l'affiche de l'un d'entre eux (Shanghai Surprise de Jim Goddard (en)) avec Madonna, sa première épouse.
Crackers de Louis Malle, Le Jeu du faucon de John Schlesinger et Comme un chien enragé de James Foley marquent un tournant dans sa carrière et révèlent ses talents d'acteur dramatique. C'est à ce moment-là que naît sa réputation d'acteur rebelle et de « bad boy » à Hollywood. Cette étiquette lui vaut d'être la cible régulière des médias même si son interprétation dans Colors de Dennis Hopper met en accord critique et public.

### Carrière

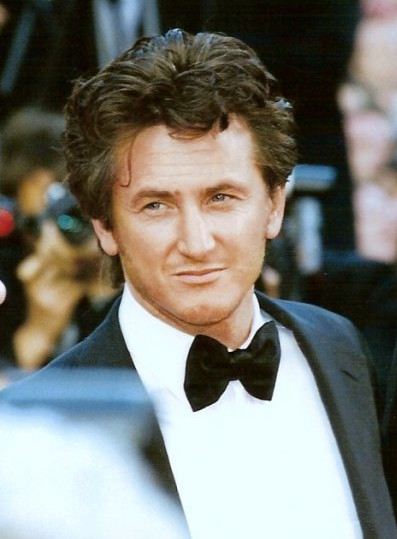
Sean Penn au festival de Cannes 1997.

Sean Penn se spécialise, jeune, dans les rôles de mauvais garçon indomptable et imprévisible. Pendant des années, il a multiplié les rôles d'hommes violents et désespérés, dominés par la soif de vengeance comme une thérapie à sa propre histoire familiale : son père, pilote héroïque de la Seconde Guerre mondiale, fut un infortuné cinéaste inscrit sur la liste noire du sénateur Joseph McCarthy.
Dans ses propres films, à partir de 1991, il traite des thèmes de la culpabilité (The Indian Runner), du pardon (Crossing Guard), de la folie (The Pledge), du matérialisme de la société occidentale, de la nature et du nomadisme (Into the Wild). En tant qu'acteur, il choisit également des rôles engagés et plaqués sur une certaine réalité politique ou sociale. Sergent violeur durant la guerre du Viêt Nam dans Outrages de Brian De Palma, il devient un condamné à mort dans La Dernière Marche de Tim Robbins puis est un père souffrant d'un handicap mental dans Sam, je suis Sam de Jessie Nelson. Il apparaît également en chef de famille endeuillé et vengeur dans Mystic River de Clint Eastwood, rôle qui lui vaut son premier Oscar, et en malade cardiaque dans 21 Grammes d'Alejandro González Iñárritu. En 2009, il obtient un nouvel Oscar pour sa prestation d'homme politique militant de la cause homosexuelle dans Harvey Milk de Gus Van Sant.
Côté récompenses, Sean Penn a également gagné un Prix d'interprétation à Cannes pour She's So Lovely de Nick Cassavetes, un Ours d'argent à Berlin pour La Dernière Marche et deux Coupes Volpi du meilleur acteur à Venise pour Hollywood Sunrise d'Anthony Drazan et 21 Grammes. Avec Jack Lemmon côté hommes et Juliette Binoche et Julianne Moore côté femmes, il appartient au quatuor d'artistes ayant réussi le « grand chelem », à savoir recevoir le prix d'interprétation masculine ou féminine des trois plus grands festivals internationaux que sont Cannes, Venise et Berlin.
En 2013, il apparaît dans La Vie rêvée de Walter Mitty où il joue le rôle d'un photographe qui travaille à l'ancienne pour le magazine LIFE.
En octobre 2015, il réalise, aidé par Kate del Castillo, une interview du célèbre narcotrafiquant mexicain en fuite Joaquín Guzmán dit « El Chapo ».
En 2016, il est à nouveau en sélection officielle du festival de Cannes en tant que réalisateur, 15 ans après The Pledge, cette fois-ci pour The Last Face. Le film y reçoit un accueil glacial de la part des critiques.
En 2021, il revient pour la troisième fois en compétition au Festival de Cannes en tant que réalisateur avec Flag Day. C'est la première fois qu'il joue un rôle dans l'une de ses réalisations. Sa fille Dylan joue à ses côtés ainsi que son fils Hopper et les acteurs Josh Brolin, Miles Teller, Katheryn Winnick, Eddie Marsan et James Russo.
Sean Penn est un habitué du Festival de Cannes. Il y a présenté The Pledge en compétition pour la Palme d'or en 2001 tout comme The Last Face en 2016. Il a été président du jury du 61e Festival de Cannes. Sous sa présidence, le jury comptait quatre femmes et quatre hommes. Les autres membres du jury étaient : Natalie Portman, Apichatpong Weerasethakul, Marjane Satrapi, Rachid Bouchareb, Jeanne Balibar, Sergio Castellitto, Alexandra Maria Lara et Alfonso Cuarón. Les jurés ont attribué la Palme d'or à l'unanimité à Entre les murs de Laurent Cantet. C'est la comédienne Isabelle Huppert qui a succédé à Sean Penn pour présider la 62e édition où Robin Wright Penn, la deuxième femme de l'acteur, comptait parmi les membres du jury.

### Prises de positions politiques

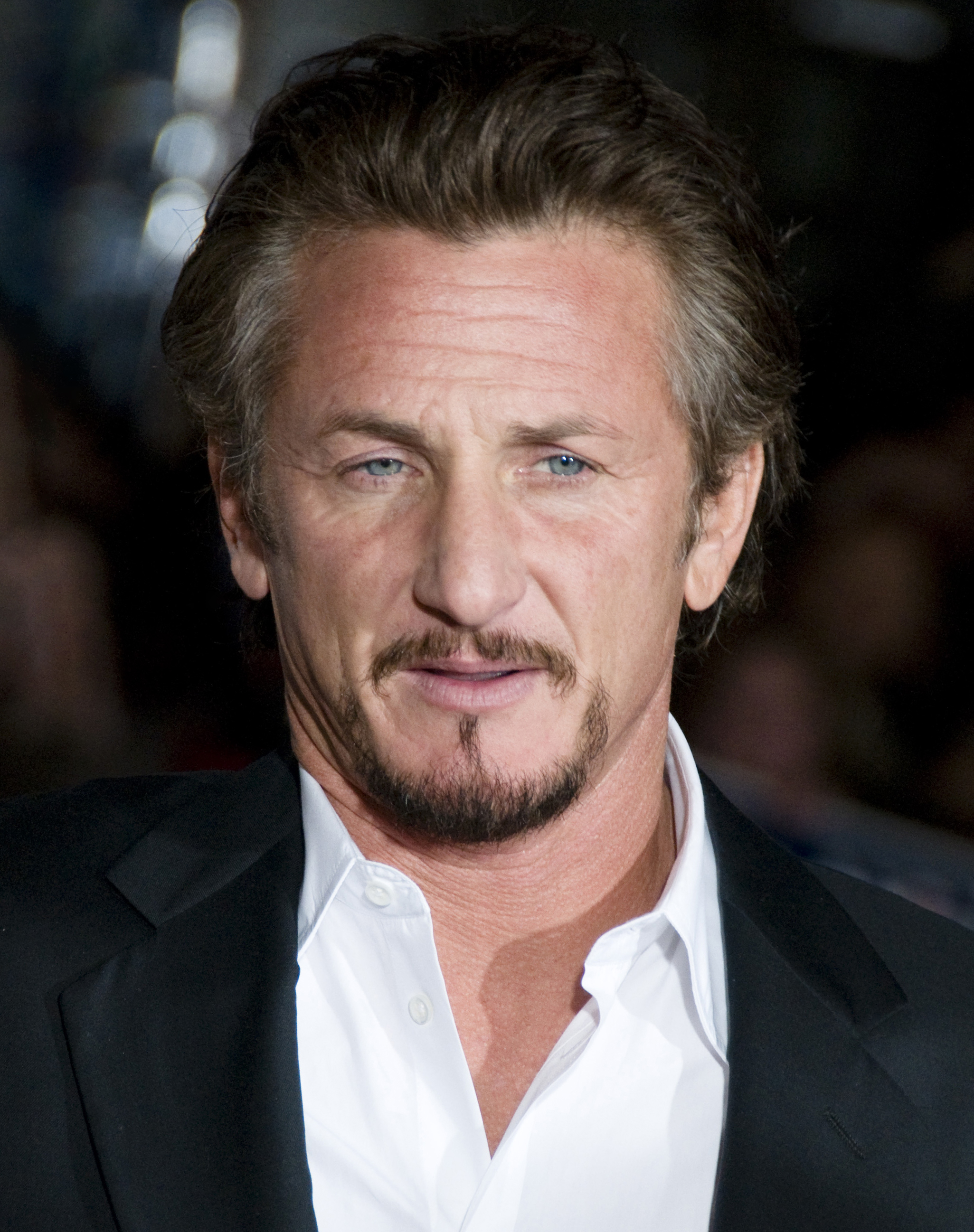
À la première de Milk, au Castro Theatre in San Francisco, en octobre 2008

En 2002, il s'offre pour 56 000 $ une page dans le Washington Post pour dénoncer une possible intervention américaine en Irak, reprochant au président George W. Bush, une « vision simpliste du bien et du mal ». Dans d'autres interviews, il déclare que « les plus grands ennemis de l'Amérique, ce sont ses habitants » et que « nos dirigeants ne sont qu'une bande de menteurs et de criminels ».
Depuis, il est dans son pays et sur Internet la cible de nombreuses insultes et railleries, qui redoublent en 2005 lorsqu'il se précipite à La Nouvelle-Orléans pour aider les naufragés de l'ouragan Katrina, ou lorsqu'il se rend à Bagdad et à Téhéran. Depuis le départ de George W. Bush, ces attaques se sont calmées.
Lors de l'élection présidentielle de 2008, il soutient d'abord Dennis Kucinich lors des primaires démocrates. Une fois ce dernier défait, il apporte son soutien à Barack Obama. Il est présent lors de la convention nationale du Parti démocrate.
Lors de son discours aux Oscars 2009, il prend position pour la défense de l'égalité civile des gays et lesbiennes en matière de mariage, à la suite de la Proposition 8 lancée par des mouvements opposés au mariage homosexuel. Cette proposition, adoptée en Californie lors de l'élection de Barack Obama, bannit le mariage entre gays et lesbiennes. Il appelle le nouveau président à faire preuve de courage pour faire avancer la cause des homosexuels. Le 3 mars 2009, au lendemain de l'adoption législative de la Proposition 8, il demande au gouverneur Arnold Schwarzenegger de revenir sur son opposition (veto du 30 septembre 2008) à faire du jour de naissance d'Harvey Milk un jour commémoratif (Harvey Milk Day) pour toute la Californie.
En août 2012, il apparaît sur scène lors d'un meeting électoral du Président vénézuélien, Hugo Chávez, connu pour être un opposant direct à la politique des États-Unis. En mars 2013, il assiste aux funérailles officielles du dirigeant vénézuélien.
Il soutient Hillary Clinton pour l'élection américaine de 2016.
Lors de l'invasion russe en février 2022, Sean Penn décide de se rendre en Ukraine, précisément à Kiev, pour tourner un documentaire au cœur des conflits. Il fuit le pays en mars 2022.

### Vie privée

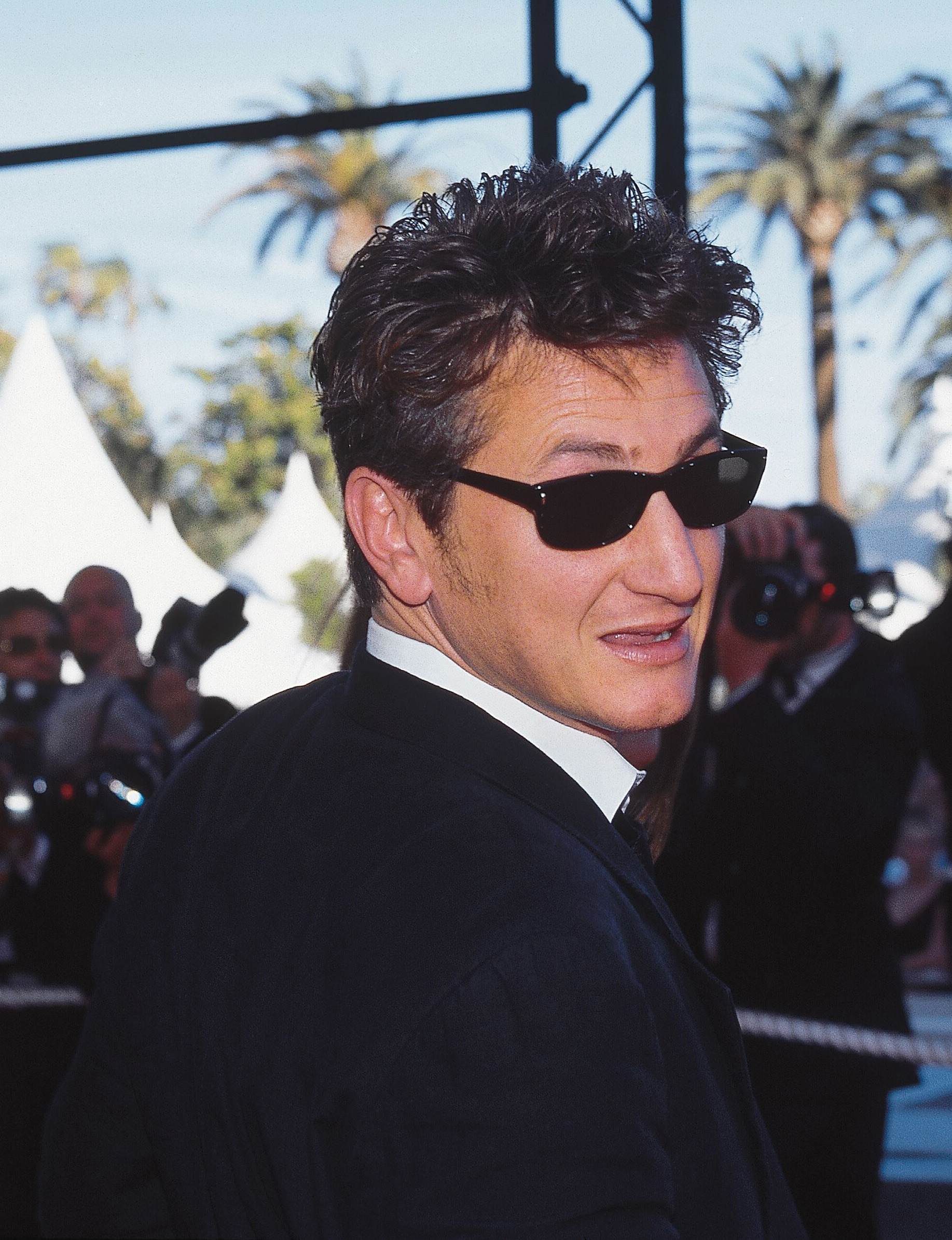
Au festival de Cannes en 2000.

Il a été marié avec Madonna de 1985 à 1989. Durant cette période, bagarres avec les paparazzis et abus d'alcool font figurer Sean Penn dans divers tabloïds. La presse évoque des violences conjugales. Il est condamné à soixante jours de prison pour l'agression d'un photographe (incarcéré à la Men's Central Jail (en), prison du Los Angeles Sheriff Department, il ne passera que 33 jours en prison). En juin 1987, Sean Penn aurait agressé sa compagne Madonna en la frappant à la tête avec une batte de baseball. Le 28 décembre 1989, Madonna se rend au poste pour porter plainte contre Sean Penn, affirmant avoir été agressée. Sean Penn est alors arrêté mais, une semaine plus tard, Madonna se rétracte. Ils mettent fin à leur relation peu après. En 2015, Madonna affirme sous serment que Sean Penn ne l'a jamais attaquée physiquement affirmant que « ces allégations sont scandaleuses, malveillantes et fausses ».
En 1990, il fait la connaissance de Robin Wright, une actrice notamment connue pour son rôle dans la série Santa Barbara. Après plusieurs séparations et réconciliations, ils se marient en 1996. Ensemble, ils ont deux enfants : Dylan Frances (1991) et Hopper Jack (1993). L'influence qu'elle a eue sur le « rebelle » lui aurait partiellement permis d'évoluer vers le « contestataire respectable ».
Le 28 décembre 2007, Robin Wright demande le divorce, avant de se rétracter le 8 avril 2008. Il s'agit alors de leur cinquième séparation et réconciliation. Le 23 avril 2009, c'est au tour de Sean Penn de déposer une requête de séparation. Ils divorcent durant l'été 2010. Penn fréquente par la suite le mannequin Jessica White au cours de l'année.
En 2011, Sean Penn forme un couple avec l'actrice Scarlett Johansson,,. 
De 2013 à 2015, Sean Penn est en couple avec l'actrice sud-africaine Charlize Theron,. Plus tard dans l'année, il est aperçu en compagnie de l'actrice Minka Kelly, de 20 ans sa cadette,.
Le 30 juillet 2020, l'acteur se marie en toute discrétion avec Leila George, une actrice de 28 ans, fille de Greta Scacchi et Vincent D'Onofrio, qu'il fréquente depuis 2016. En octobre 2021, le couple entame une procédure de divorce.
Début 2023, Penn est en couple avec l'actrice ukrainienne Olga Korotyayeva. Ils se sépareront au cours de l'année,.
En décembre 2023, les médias rapportent que Sean Penn fréquente l'actrice australienne Nathalie Kelley avec laquelle il est aperçu à de multiples reprises,,,.

## Filmographie

### Acteur

#### Cinéma

##### Années 1980
- 1981 : Taps d'Harold Becker : Cadet Capitaine Alex Dwyer
- 1981 : Beaver Kid 2 de Trent Harris : Groovin' Larry
- 1982 : Ça chauffe au lycée Ridgemont (Fast Times at Ridgemont High) d'Amy Heckerling : Jeff Spicoli
- 1983 : Summerspell de Lina Shanklin : Buddy
- 1983 : Risky Business de Paul Brickman : apparition
- 1983 : Bad Boys de Rick Rosenthal : Mick O'Brien
- 1984 : Crackers de Louis Malle : Dillard
- 1984 : Les Moissons du printemps (Racing with the Moon) de Richard Benjamin : Henry « Hopper » Nash
- 1985 : Le Jeu du faucon (The Falcon and the Snowman) de John Schlesinger : Daulton Lee
- 1986 : Comme un chien enragé (At Close Range) de James Foley : Brad Whitewood Jr.
- 1986 : Shanghai Surprise de Jim Goddard : Glendon Wasey
- 1988 : Cool Blue de Mark Mullin et Richard Shepard : Phil (non crédité)
- 1988 : Colors de Dennis Hopper : officier Danny McGavin
- 1988 : Judgment in Berlin de Leo Penn : Guenther X
- 1989 : Outrages (Casualties of War) de Brian De Palma : sergent Tony Meserve
- 1989 : Nous ne sommes pas des anges (We're no Angels) de Neil Jordan : Jim

##### Années 1990
- 1990 : Les Anges de la nuit (State of Grace) de Phil Joanou : Terry Noonan
- 1992 : Cruise Control (court-métrage) de Matt Palmieri : Jeffrey
- 1993 : L'Impasse (Carlito's Way) de Brian De Palma : David Kleinfeld
- 1995 : La Dernière Marche (Dead Man Walking) de Tim Robbins : Matthew Poncelet
- 1997 : Loved d'Erin Dignam : Michael
- 1997 : She's So Lovely de Nick Cassavetes : Eddie Quinn
- 1997 : U-Turn d'Oliver Stone : Bobby Cooper
- 1997 : The Game de David Fincher : Conrad Van Orton
- 1997 : Chaude journée à L.A. (Hugo Pool) de Robert Downey Sr. : l'auto-stoppeur
- 1998 : Hollywood Sunrise (Hurlyburly) d'Anthony Drazan : Eddie
- 1998 : La Ligne rouge (The Thin Red Line) de Terrence Malick : 1er sergent Edward Welsh
- 1999 : Accords et Désaccords (Sweet & Lowdown) de Woody Allen : Emmet Ray
- 1999 : Dans la peau de John Malkovich (Being John Malkovich) de Spike Jonze : lui-même

##### Années 2000
- 2000 : Il suffit d'une nuit (Up at the Villa) de Philip Haas : Rowley Flint
- 2000 : Avant la nuit (Before Night Falls) de Julian Schnabel : Cuco Sanchez
- 2000 : Le Poids de l'eau (The Weight of Water) de Kathryn Bigelow : Thomas Janes
- 2001 : Sam, je suis Sam (I am Sam) de Jessie Nelson : Sam Dawson
- 2003 : It's All About Love de Thomas Vinterberg : Marciello
- 2003 : Mystic River de Clint Eastwood : Jimmy Markum
- 2003 : 21 grammes (21 Grams) d'Alejandro González Iñárritu : Paul Rivers
- 2003 : Pauly Shore est mort (Pauly Shore is Dead) de Pauly Shore : Sean Penn
- 2004 : The Assassination of Richard Nixon de Niels Mueller : Samuel J. Bicke
- 2005 : L'Interprète (The Interpreter) de Sydney Pollack : Tobin Keller
- 2006 : Les Fous du roi (All the King's Men) de Steven Zaillian : Willie Stark
- 2007 : Persepolis de Vincent Paronnaud et Marjane Satrapi : le père de Marjane (voix anglophone)
- 2008 : Panique à Hollywood (What Just Happened?) de Barry Levinson : lui-même
- 2009 : Harvey Milk (Milk) de Gus Van Sant : Harvey Milk

##### Années 2010
- 2010 : Fair Game de Doug Liman : Joe Wilson (en)
- 2011 : The Tree of Life de Terrence Malick : Jack
- 2011 : This Must Be the Place de Paolo Sorrentino : Cheyenne
- 2013 : Gangster Squad de Ruben Fleischer : Mickey Cohen
- 2013 : La Vie rêvée de Walter Mitty (The Secret Life of Walter Mitty) de Ben Stiller : Sean O'Connell
- 2015 : Gunman (The Gunman) de Pierre Morel : Jim Terrier
- 2016 : Angry Birds, le film (The Angry Birds Movie) de Clay Kaytis et Fergal Reilly : Terence (voix)
- 2019 : The Professor and the Madman de Farhad Safinia : Dr. William Chester Minor

##### Années 2020
- 2021 : Flag Day de lui-même : John Vogel
- 2021 : Licorice Pizza de Paul Thomas Anderson : Jack Holden
- 2023 : Black Flies (Asphalt City) de Jean-Stéphane Sauvaire : Gene Rutkovsky
- 2023 : Daddio de Christy Hall : Clark
- 2025 : One Battle After Another de Paul Thomas Anderson

#### Télévision
- 1974 : La Petite Maison dans la prairie (saison 1, épisode 11) : un enfant (non crédité)
- 1979 : Barnaby Jones (saison 8, épisode 10) : Sam
- 1981 : Hellinger mène l'enquête (Hellinger's Law) de Leo Penn
- 1981 : The Killing of Randy Webster de Sam Wanamaker : Don Fremont
- 1997 : Ellen (saison 5, épisode 8) : lui-même (non crédité)
- 2001 : Friends (saison 8, épisodes 6 et 7) : Eric
- 2004 : Mon oncle Charlie (saison 2, épisode 1) : lui-même
- 2018 : The First : Tom Hagerty
- 2022 : Gaslit (mini-série) : John Mitchell

### Réalisateur
- 1991 : The Indian Runner
- 1995 : Crossing Guard
- 2001 : The Pledge
- 2002 : 11'09"01 - September 11 - segment USA
- 2007 : Into the Wild
- 2016 : The Last Face
- 2020 : Flag Day

### Scénariste
- 1991 : The Indian Runner de lui-même
- 1995 : Crossing Guard de lui-même
- 2002 : 11'09"01 - September 11 - segment USA de lui-même
- 2007 : Into the Wild de lui-même
- 2012 : Americans (court métrage) de Jameson Stafford
- 2015 : Gunman (The Gunman) de Pierre Morel

### Producteur / producteur délégué
- 1995 : Crossing Guard de lui-même
- 1997 : Loved d'Erin Dignam
- 1997 : She's So Lovely de Nick Cassavetes
- 2001 : The Pledge de lui-même
- 2007 : Into the Wild de lui-même
- 2007 : Witch Hunt de Don Hardy et Dana Nachman
- 2010 : Dirty Hands Caravan d'Alison Thompson
- 2011 : Love Hate Love de Don Hardy et Dana Nachman
- 2013 : The Human Experiment de Don Hardy et Dana Nachman
- 2015 : Gunman (The Gunman) de Pierre Morel
- 2023 : Black Flies (Asphalt City) de Jean-Stéphane Sauvaire
- 2023 : C*A*U*G*H*T (série TV)
- 2024 : September 5 de Tim Fehlbaum

## Voix françaises
En France, Emmanuel Karsen est la voix française régulière de Sean Penn.
Au Québec, il est régulièrement doublé par Sébastien Dhavernas.